# 屏東見風紅
屏東見風紅（学名：Lindernia viscosa）为玄參科母草屬下的一个种。

## 扩展阅读
- 維基物種上的相關：屏東見風紅